# Utva Trojka
Die Utva C-3 Trojka (serbisch-kyrillisch Утва БЦ-3 Тројка) war ein Schulflugzeug des jugoslawischen Herstellers Utva.

## Geschichte und Konstruktion
Die Utva C-3-Troika war ein leichtes Schulflugzeug, das in Jugoslawien kurz nach dem Zweiten Weltkrieg als Ergebnis eines von der Regierung ausgeschriebenen Wettbewerbs, um Fliegerclubs mit einem im Land gebauten Flugzeug auszustatten, entwickelt wurde. Der Siegerentwurf wurde von Boris Cijan und Djordje T. Petkovic vorgelegt, und der Prototyp wurde von Ikarus als Ikarus 251 gebaut. Die Serienfertigung fand jedoch bei Utva unter der Bezeichnung C-3 statt. Das Flugzeug war ein konventioneller Tiefdecker mit festem Spornradfahrwerk. Lehrer und Schüler saßen nebeneinander in einer geschlossenen Kabine mit Schiebedach. Das Modell wurde bis Mitte der 1950er Jahre produziert.

## Technische Daten
| Kenngröße             | Daten                                   |
| --------------------- | --------------------------------------- |
| Besatzung             | 2                                       |
| Länge                 | 8,84 m                                  |
| Spannweite            | 10,49 m                                 |
| Höhe                  | 2,08 m                                  |
| Flügelfläche          | 15,5 m²                                 |
| Flügelstreckung       | 7,1                                     |
| Leermasse             | 374 kg                                  |
| max. Startmasse       | 602 kg                                  |
| Höchstgeschwindigkeit | 166 km/h                                |
| Dienstgipfelhöhe      | 3900 m                                  |
| Reichweite            | 605 km                                  |
| Triebwerke            | 1 × Walter Mikron III mit 49 kW (67 PS) |